# Alvarito Reumay
Alvarito Reumay, también citado como Álvaro Reumaycurá o como Albarito Rumay, fue un cacique mapuche de la segunda mitad del siglo XX, hijo del gran cacique Juan Calfucurá, que sirvió a su padre y a su hermano Manuel Namuncurá tanto como diplomático como en operaciones militares y malones.

## Biografía
No se tienen datos sobre su nacimiento, aunque es posible que haya sido en las Salinas Grandes, donde su padre tenía asentadas sus tolderías; era el cuarto de los hijos varones de Calfucurá, varios años menor que Manuel Namuncurá, el mayor de éstos. Ya era un cacique o capitanejo en 1847, cuando fue mencionado por primera vez en un reparto de víveres por parte del gobierno de Juan Manuel de Rosas. Posiblemente adoptó el nombre de Alvarito –o Albarito– del coronel Álvaro Barros.
En torno a 1862 comenzó su actividad como diplomático en nombre de su padre, y pasó varios meses en Buenos Aires, quizá como parte de sus negociaciones, y también para mejorar su uso del castellano. Al año siguiente presentó una carta de su padre al presidente Bartolomé Mitre, y fue detenido brevemente tras visitar al cacique Ignacio Coliqueo.
El 25 de octubre de 1870 dirigió un malón contra Bahía Blanca, como represalia por un ataque desde esa guarnición militar sobre los toldos del cacique Cañumil. Aunque no es mencionado en las crónicas, muy probablemente participó del malón de 1872, terminado en la derrota indígena en la batalla de San Carlos. Al año siguiente murió Calfucurá, y fue reemplazado por un triunvirato formado por Manuel Namuncurá, Alvarito Reumay y el primo de ambos, Bernardo Namuncurá; el peso de la tradición llevó a que este gobierno colegiado fuera reemplazado por la autoridad de Manuel Namuncurá como cacique máximo, mientras que Reumay se encargaba de tratar de firmar acuerdos estables con los "blancos"; mantuvo entrevistas con el comandante Pío Iturre de Bahía Blanca, con el coronel Daniel Cerri y con el padre José María Salvaire, a quien pidió acelerar la conversión de sus indígenas al catolicismo y la intercesión del misionero ante las autoridades argentinas.
En 1874, poco antes de la revolución mitrista, el coronel Ignacio Rivas intentó firmar un parlamento con Namuncurá, a través de Reumay, a cambio de que enviasen cien lanceros a instalarse del lado "blanco" de la frontera, donde serían tratados como indios amigos. El tratado no se realizó, porque el objetivo evidente era que esos indígenas participasen en la proyectada revolución.
En 1875, cansados de los abusos de los blancos, una gran cantidad de indígenas, incluyendo a los indios amigos –que eran obligados a luchar contra los indígenas independientes y a trasladarse cada tanto, dejando atrás las construcciones que hubieran levantado y hasta sus cosecha– se levantaron en masa y atacaron a las poblaciones del oeste de la provincia de Buenos Aires en el llamado "malón grande". Del mismo participó Reumay al frente de 1500 hombres, y puso sitio al pueblo de San Miguel del Monte, mientras intentaba negociar con los sitiados. Ante la negativa de éstos, atacó durante la noche y les arrebató unos cien caballos; cuando intentó nuevamente negociar, el mensajero fue recibido a balazos, aunque resultó ileso. Los soldados lo obligaron a replegarse, pero lo hizo solamente para sitiar y saquear el pueblo de Olavarría.
Durante el avance ordenado por el ministro de Guerra Adolfo Alsina, los indígenas fueron obligados a replegarse hacia las tierras áridas del oeste. Dos años más tarde, el nuevo ministro Julio Argentino Roca lanzó la campaña conocida como Conquista del Desierto, que obligó a los indígenas, entre ellos Namuncurá y Reumay, a replegarse hacia la actual provincia del Neuquén; allí se aliaron al cacique Reuquecurá, hermano del fallecido Calfucurá, quien durante décadas se había encargado de vender el producto de los malones a los indígenas y blancos de Chile. Cuando la invasión argentina se extendió –sin autorización legal– también sobre los territorios al sur del río Neuquén, junto a Namuncurá presentó cierta resistencia al frente de sólo setenta hombres de lanza; junto a varias parcialidades indígenas se trasladó a Chile junto a su hermano. Aunque Namuncurá regresó a la Argentina, a someterse a la autoridad del presidente Roca, Reumay permaneció en Chile, sometiéndose a las autoridades militares de ese país.
Algunas fuentes sostienen que, junto a Namuncurá, participó del alzamiento mapuche chileno de 1881.
Reumay falleció en algún punto del sur de Chile, en las décadas de 1880 o de 1890.